# Réserve naturelle de l'Oural oriental
La Réserve naturelle de l'Oural oriental (en russe : Восточно-Уральский заповедник) est un zapovednik russe (une réserve naturelle stricte) qui se trouve à proximité du site de la catastrophe nucléaire de Kychtym de 1957, encore classée troisième pire catastrophe nucléaire du monde. En tant que «réserve de radiation d'État», le site fonctionne comme protection d'une zone contaminée et pour une étude scientifique à long terme des effets des radiations sur l'écologie de la forêt-steppe sur le versant est du sud des Monts Oural. La réserve est située dans l'Oziorsk, dans l'oblast de Tcheliabinsk. Elle a été officiellement créée en 1968 et couvre 166 km² de superficie. La réserve, depuis 2007, est sous le contrôle de Rosatom, une société d'État, qui effectue régulièrement une surveillance radiologique et écologique ,,. 

## Topographie

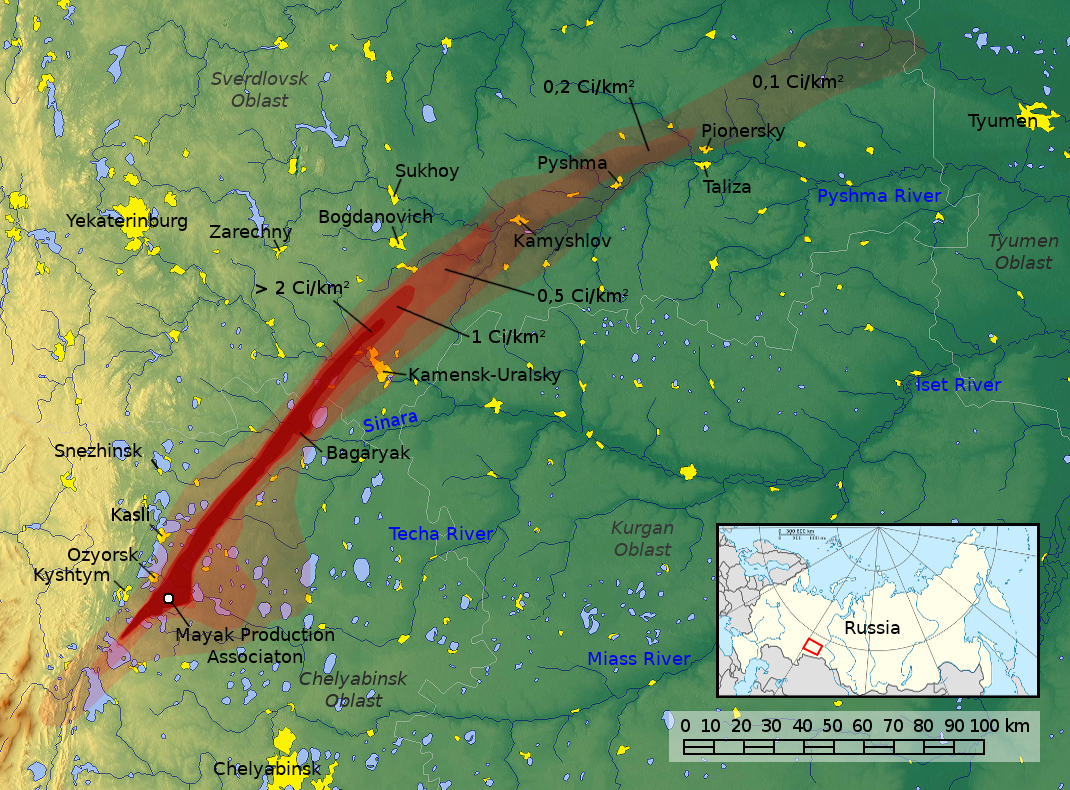
Carte du panache de radiation de la catastrophe de Kychtym; la réserve de l'Oural oriental couvre environ un quart de la zone concernée.

La réserve de l'Oural oriental est de forme oblongue, pointant vers le nord-est, avec une largeur d'environ 10 km et une longueur de 50 km. 

## Écorégion
La réserve naturelle de l'Oural oriental est située dans l'écorégion de la taïga de Sibérie occidentale, une région qui couvre la plaine de la Sibérie occidentale, de l'Oural au plateau central de la Sibérie. C'est une région de vastes forêts boréales de conifères, ainsi que de vastes zones humides, y compris des tourbières et des bogs . 

## Écoéducation et accès
En tant que réserve d'État de radiation et de nature stricte, la réserve de l'Oural oriental n'est pas accessible au public. 

## Voir également
- Liste des réserves naturelles russes (classe 1a «zapovedniks»)